# Das verschollene Medaillon – Die Abenteuer von Billy Stone
Das verschollene Medaillon – Die Abenteuer von Billy Stone (Originaltitel: The Lost Medallion: The Adventures of Billy Stone) ist ein US-amerikanischer Fantasyfilm aus dem Jahr 2013. Regie bei dem Kinderfilm führte Bill Muir, der auch das Drehbuch schrieb.

## Handlung
Daniel besucht sein altes Waisenheim und bringt Spenden mit. Eines der Kinder fragt ihn, ob er ihnen eine Geschichte erzählt. Er denkt kurz nach und kurz darauf versammeln sich die Kinder im Wohnzimmer. Daniel improvisiert eine Geschichte:
Ein König versteckt auf der Flucht vor dem gegnerischen Angreifer Cobra ein geheimnisvolles Medaillon im Wald. 200 Jahre später schleicht sich Billy Stone auf die Ausgrabungsstätte seines Vaters, wird jedoch von diesem entdeckt und vertrieben. Eine Gang bestehend aus Mr. Cobb und seinen Schergen beschattet ihn seitdem. Er trifft seine beste Freundin Allie, die ihm ein altes Buch übergibt. Da Billy kein großer Leser ist, lesen sie es gemeinsam und entdecken so das Versteck des verlorenen Medaillons. Mit einem Metalldetektor entdecken sie das Medaillon tatsächlich und kommen so Mr. Cobb und seinen Schergen zuvor.
Als sie das Medaillon stolz Billys Vater präsentieren wollen, müssen sie feststellen, das die beiden Schergen ihn überwältigt haben. Voller Angst wünscht sich Billy mit dem Medaillon in der Hand, das all dies niemals passiert wäre. Er und Allie reisen anschließend 200 Jahre in der Zeit zurück. Dort werden sie von Dorfbewohnern gefangen genommen. Als diese jedoch das Medaillon erkennen, ernennen sie Billy zu ihrem König. Sehr zum Missfallen des Thronerbens Huko, der das Medaillon als  seines betrachtet. Doch die Dorfbewohner krönen denjenigen zum König der das Medaillon besitzt. Bei der anschließend Feier tauchen jedoch Cobra und seine Schergen auf, die die Dorfbewohner gefangen nehmen. Billy, Allie, Huko und dessen Freund Anui gelingt jedoch die Flucht. Doch an einem Wasserfall werden die vier schließlich umzingelt. Allie wird gefangen genommen, woraufhin Billy das Medaillon im Austausch anbietet. Nach dem Austausch flüchten die Kinder durch einen Sprung in den See unter dem Wasserfall.
Als sie wieder erwachen, treffen sie auf Faleaka, einen alten, weisen Mann, der ihnen beibringen will, wie man Cobra besiegt. Zusammen mit den Kindern nähern sie sich der Insel von Cobra. Faleaka wird dort durch einen Pfeil getötet, der für Billy bestimmt war. Die Kinder versuchen in die Festung von Cobra zu gelangen, werden jedoch gefangen genommen und in ein Sklavencamp geschickt. Billy jedoch wird von Cobra in einer Extrazelle gefangen genommen. Ihm gelingt jedoch die Flucht und er kann seine Freunde befreien. Bei der letzten Konfrontation mit Cobra kann er diesen in eine Feuergrube werfen, doch der nimmt das Medaillon mit in seinen Tod.
Allie und Billy haben sich schon fast damit abgefunden, in der Vergangenheit bleiben zu müssen, da kommt Billy die rettende Idee. In dieser Zeitlinie befindet sich das Medaillon noch im Versteck und so können die beiden zurück in ihre Zeitebene, wo sich einiges zum Guten entwickelt hat.
Am Ende erklärt Daniel, wie sich in der Geschichte Gottes Liebe zeige.

## Hintergrund
Das verschollene Medaillon – Die Abenteuer von Billy Stone ist als christlicher Film konzipiert, der sich an Kinder und Jugendliche im Alter von 6 bis 14 Jahren richtet. Bill Muir führte Regie und schrieb das Drehbuch. Bei der Story ließ er sich etwas von Indiana Jones inspirieren. Der Film wurde einige Jahre vor dem Release gedreht, jedoch dauerte die Post-Production länger als gedacht.
In den Vereinigten Staaten wurde der Film am 1. März 2013 in ausgewählten Kinos gezeigt. In Deutschland erlebte der Film seine DVD-Premiere am 17. Februar 2014.

## Kritiken
Auf Kinderfilmwelt wurde der Film gemischt aufgenommen. So lobte die Redaktion die Bilder, insbesondere die Landschaftsaufnahmen. „Der Humor wirkt manchmal etwas platt, über die Schauspieler lässt sich streiten, es gibt einige Ungereimtheiten und die Botschaften werden etwas zu sehr mit dem Holzhammer vermittelt. Insgesamt kann man über den Film allerdings das Gleiche sagen wie über seine Musik: Nicht besonders neuartig oder einfallsreich, aber mitreißend in den Actionszenen und manchmal sogar atmosphärische Stimmung erzeugend.“ Auf Kino.de wird der Film mit den Worten „Actiongeladenes Kinderabenteuer nach bewährten Mustern und inspiriert von prominenteren Hollywood-Vorbildern“ vorgestellt. Der Filmdienst bewertete den Film mit den Worten: „Aufwändiger Abenteuerfilm um einen kindlichen „Indiana Jones“-Verschnitt, der seine spannende Geschichte mit allzu viel exotistischem Kitsch, salbungsvollem Moral-Pathos und einigen Logiklöchern verwässert.“
Auf Box Office Revolution wurde vor allem die Produktion gelobt. Das größte Problem sei die Schauspielerei. Einziger guter Schauspieler sei Alex Kendrick, der jedoch nur in einer kleinen Rolle zu sehen sei. Die Dialoge wären schlecht geschrieben, zudem wären einige asiatische Klischees zu sehen. Zwar sei die Handlung besser als die anderer christlicher Filme, doch hätte auch diese einige Fehler und Löcher. Insgesamt kommt der Rezensent jedoch zum Fazit, dass Bill Muir und seine Crew Potential habe und für ein Filmdebüt wäre es trotz aller Fehler und Kritikpunkte ein recht ansehnlicher Film.
Auch auf der christlichen Website jesusfreakhideout.com wurde der Film eher mittelprächtig besprochen. So wurde der Einsatz von Gewalt als einziges Mittel zur Konfliktbewältigung kritisiert. Dafür sah man aber das Bemühen der Filmemacher, einen christlichen Unterhaltungsfilm zu drehen, der nicht gänzlich klischeebeladen sei.